# Конвой HX 106
Конвой HX 106 (англ. Convoy HX 106) — 106-й атлантичний конвой серії HX транспортних і допоміжних суден у кількості 41 одиниці, який у супроводженні союзних кораблів ескорту прямував від канадського Галіфаксу до британського порту Ліверпуль. Конвой вийшов 30 січня 1941 року з Галіфаксу та прибув до Ліверпуля 18 лютого 1941.
9 лютого південніше Гренландії німецька рейдова група під командуванням адмірала Гюнтера Лют'єнса з 2-х лінійних кораблів Крігсмаріне «Шарнгорст» та «Гнейзенау» виявила конвой HX 106, який Лют'єнс наказав своїм кораблям одночасно атакувати з півночі та півдня. Втім незабаром «Шарнгорст» виявив британський лінкор «Раміліз». Це відразу змінило всю тактичну ситуацію, і оскільки німецькому адміралу було наказано ні в якому разі не вступати в бій з британськими капітальними кораблям, Лют'єнс негайно відвернув, не вступаючи в бій з противником і залишивши конвой рухати далі.
В ході атак німецьких підводних човнів 13 лютого були потоплені 2 транспортних судна (18 503 тонни) та 1 танкер пошкоджений (потім затоплений) (10 516 тонн).

## Кораблі та судна конвою HX 106[3]

### Транспортні судна
Позначення
| Назва                   | Прапор          | Тоннаж (GRT) | Прим.                                                                                |
| ----------------------- | --------------- | ------------ | ------------------------------------------------------------------------------------ |
| Abercos (1920)          | Велика Британія | 6 076        | відстав від конвою                                                                   |
| Arthur F Corwin (1938)  | Велика Британія | 10 516       | 10 лютого відстав від конвою пошкоджений торпедами U-103, за три години добитий U-96 |
| Athelbeach (1931)       | Велика Британія | 6 568        |                                                                                      |
| Botavon (1912)          | Велика Британія | 5 848        | 10 лютого відстав від конвою                                                         |
| British Fortune (1930)  | Велика Британія | 4 696        |                                                                                      |
| Capsa (1931)            | Велика Британія | 8 229        |                                                                                      |
| Cardium (1931)          | Велика Британія | 8 236        |                                                                                      |
| Chama (1938)            | Велика Британія | 8 077        |                                                                                      |
| Charlton Hall (1940)    | Велика Британія | 5 200        | 10 лютого відстав від конвою                                                         |
| Clea (1938)             | Велика Британія | 8 028        | 10 лютого відстав від конвою потоплений U-96                                         |
| Cliona (1931)           | Велика Британія | 8 375        |                                                                                      |
| Contractor (1930)       | Велика Британія | 6 004        |                                                                                      |
| Dover Hill (1918)       | Велика Британія | 5 815        |                                                                                      |
| Edward F Johnson (1937) | Велика Британія | 10 452       |                                                                                      |
| Esturia (1920)          | Норвегія        | 3 869        |                                                                                      |
| Ganges (1930)           | Велика Британія | 6 246        |                                                                                      |
| Garonne (1921)          | Норвегія        | 7 113        |                                                                                      |
| Geo W McKnight (1933)   | Велика Британія | 12 502       |                                                                                      |
| Harpagus (1940)         | Велика Британія | 5 173        |                                                                                      |
| Hopemount (1929)        | Велика Британія | 7 434        | 3 лютого відстав від конвою                                                          |
| Horda (1920)            | Норвегія        | 4 301        | 10 лютого відстав від конвою                                                         |
| Kheti (1927)            | Велика Британія | 2 734        |                                                                                      |
| Laguna (1923)           | Велика Британія | 6 466        | 10 лютого відстав від конвою                                                         |
| Leiesten (1930)         | Норвегія        | 6 118        | 10 лютого відстав від конвою                                                         |
| Lodestone (1938)        | Велика Британія | 4 877        | 10 лютого відстав від конвою                                                         |
| Mactra (1936)           | Велика Британія | 6 193        |                                                                                      |
| Malmanger (1920)        | Норвегія        | 7 078        |                                                                                      |
| Miralda (1936)          | Велика Британія | 8 013        |                                                                                      |
| Mirza (1929)            | Нідерланди      | 7 991        |                                                                                      |
| Nurtureton (1929)       | Велика Британія | 6 272        |                                                                                      |
| Oilfield (1938)         | Велика Британія | 8 516        |                                                                                      |
| Opalia (1938)           | Велика Британія | 6 195        |                                                                                      |
| R J Cullen (1919)       | Велика Британія | 6 993        |                                                                                      |
| San Eliseo (1939)       | Велика Британія | 8 042        |                                                                                      |
| San Fabian (1922)       | Велика Британія | 13 031       |                                                                                      |
| Silveray (1925)         | Велика Британія | 4 535        |                                                                                      |
| Temple Arch (1940)      | Велика Британія | 5 138        | 10 лютого відстав від конвою                                                         |
| Topdalsfjord (1921)     | Норвегія        | 4 271        | Судно командора конвою В. Х. Пула                                                    |
| Torborg (1921)          | Норвегія        | 6 042        |                                                                                      |
| Trelissick (1919)       | Велика Британія | 5 265        |                                                                                      |

### Кораблі ескорту
| Назва                      | Прапор                                  | Тип корабля                       | Прим.                |
| -------------------------- | --------------------------------------- | --------------------------------- | -------------------- |
| «Бернем»                   | Військово-морські сили Великої Британії | ескадрений міноносець типу «Таун» | 12-15 лютого         |
| «Коллінгвуд»               | Військово-морські сили Канади           | корвет типу «Флавер»              | 30-31 січня          |
| «Кінгкап»                  | Військово-морські сили Великої Британії | корвет типу «Флавер»              | 15-17 лютого         |
| «Ла Мало»                  | Військово-морські сили Великої Британії | Корвет типу «Флавер»              | 12-17 лютого         |
| «Малькольм»                | Військово-морські сили Великої Британії | Лідер есмінців типу «Адміралті»   | 12-17 лютого         |
| HMT Northern Pride (FY105) | Військово-морські сили Великої Британії | протичовновий траулер             | 15-18 лютого         |
| «Раміліз»                  | Військово-морські сили Великої Британії | Лінійний корабель типу «Рівендж»  | 30 січня — 10 лютого |
| «Саладин»                  | Військово-морські сили Великої Британії | ескадрений міноносець типу «S»    | 12-14 лютого         |
| «Сардонікс»                | Військово-морські сили Великої Британії | ескадрений міноносець типу «S»    | 12-17 лютого         |
| «Скейт»                    | Військово-морські сили Великої Британії | ескадрений міноносець типу «R»    | 12-18 лютого         |
| «Візалма»                  | Військово-морські сили Великої Британії | протичовновий траулер             | 15-18 лютого         |

## Підводні човни Крігсмаріне, що брали участь в атаці на конвой[6]
| Назва | Тип  | Командир                                   | Результати атаки                                                    | Прим.                                                   |
| ----- | ---- | ------------------------------------------ | ------------------------------------------------------------------- | ------------------------------------------------------- |
| U-96  | VIIC | капітан-лейтенант Генріх Леманн-Вілленброк | 13 лютого потопив Clea та добив пошкоджений танкер Arthur F. Corwin | 14 500 тонн бензину. Загинуло 46 членів екіпажу танкера |
| U-103 | IX B | корветтен-капітан Віктор Шютце             | 13 лютого пошкодив торпедною атакою танкер Arthur F. Corwin         |                                                         |